# Ризоспастис
«Ризоспа́стис» (греч. Ριζοσπάστης; с греч. — «Радикал») — греческая ежедневная газета, печатается в Афинах. Официальный печатный орган Коммунистической партии Греции.

## История
Первый номер «Ризоспастис» вышел в июне 1916 года в Салониках. Печать продолжалась до октября того же года. Затем газета переехала в Афины, где выходила с 23 июля 1917 года до 1936 года (с перерывом в 1925—1926 годах), когда попала под запрет. Восстановление печати состоялось в 1944 году, после непродолжительного периода снова приостановилось в 1947 году из-за запрета антикоммунистическими властями. С момента свержения военной диктатуры «чёрных полковников» редакция газеты восстановила своё легальное функционирование в сентябре 1974 года с тиражом порядка 50 тысяч экземпляров.
Среди редакторов газеты — в частности, Манолис Глезос, греческий политик и писатель, а также греческий поэт Яннис Рицос. На страницах газеты вышли в свет «Письма на фронт» последнего.